# حوريدر (دشتاب)
حوریدر (بالفارسية: حوریدر) هي قرية تقع في إيران في قسم دشتاب الريفي.